# Heteronyx dimidiata
Heteronyx dimidiata är en skalbaggsart som beskrevs av Wilhelm Ferdinand Erichson 1842. Heteronyx dimidiata ingår i släktet Heteronyx och familjen Melolonthidae. Inga underarter finns listade i Catalogue of Life.